# Żuromin
Żuromin (udtale:[ʐuˈrɔmin])  er en by der ligger i det østlige, centrale Polen, i den nordvestlige del af voivodskabet Masovien (Województwo mazowieckie) og har 8.592(2021) indbyggere og et areal på	11,11 km². Den er administrationsby i powiatet (amt) Żuromin.

## Historie
Żuromin blev grundlagt i middelalderens Piast-regerede Kongeriget Polen. Den blev nævnt i dokumenter i det 13. århundrede. Det var en privat landsby og bagefter en privat by for polsk adel, inklusive familierne Działyński og Zamoyski, administrativt beliggende i Płock Voivodeship i provinsen Storpolen. Jesuitterne kom til Żuromin i 1715 og grundlagde en skole. Żuromin blev udviklet til en by af kansler Andrzej Zamoyski og tildelt stadsrettigheder i 1767 af kong Stanisław August Poniatowski.